# Chrysometa nuboso
Chrysometa nuboso är en spindelart som beskrevs av Claude Lévi 1986. Chrysometa nuboso ingår i släktet Chrysometa och familjen käkspindlar.
Artens utbredningsområde är Costa Rica. Inga underarter finns listade i Catalogue of Life.